# Luis Delage
Luis Delage García (Venta de Baños, 26 de agosto de 1907 - Madrid, 2 de julio de 1991) fue un político español. Miembro destacado del Partido Comunista de España (PCE), durante la Guerra civil sirvió como comisario del Ejército Popular de la República y posteriormente tendría un papel activo en la lucha contra el régimen franquista.

## Biografía
Nació en el municipio palentino de Venta de Baños el 26 de agosto de 1907.
Tras completar sus estudios de bachillerato se trasladó a Madrid, donde trabajaría como empleado de banca. Se afilió al Partido Comunista de España (PCE), formando parte de su comité provincial en Madrid formando parte de su aparato de propaganda. También estuvo afiliado a la Federación Bancaria de la Unión General de Trabajadores (UGT). En calidad de tal, en julio de 1936 formó parte de la delegación que la UGT envió a Londres para asistir al VII Congreso de la Federación Sindical Internacional.

### La guerra civil
Tras el estallido de la Guerra civil se unió al Quinto Regimiento, una milicia organizada por el PCE. Llegó a participar en la Defensa de Madrid. Posteriormente pasó a formar parte del comisariado político del Ejército Popular de la República, sirviendo como comisario de la 6.ª Brigada Mixta, de la 4.ª División y del V Cuerpo de Ejército. En abril de 1938 asumió el puesto de comisario de la Agrupación Autónoma del Ebro, una formación de corta existencia que agrupó a varias unidades republicanas. Poco después sería nombrado comisario del nuevo Ejército del Ebro, bajo el mando del teniente coronel Juan Modesto. Delage tomó parte en la Batalla del Ebro, supervisando la moral de las unidades republicanas. A comienzos de 1939, con la caída de Cataluña, marchó a Francia junto a los restos del ejército republicano, si bien regresaría a la zona Centro-Sur que todavía continuaba bajo control republicano. Sin embargo, tras el golpe de Casado abandonó España y marchó al exilio.

### Exilio y lucha antifranquista
Se instaló en Francia, donde ejerció como enlace entre la embajada soviética y el Comité Central del PCE. Con posterioridad abandonó Francia, marchando a Cuba vía Nueva York. En 1941 estuvo en La Habana, donde con Juan José Manso, Wenceslao Roces y Félix Montiel, formó un comité del Partido Comunista, encabezado por Santiago Álvarez Gómez, que bajo la apariencia de una institución cultural se utilizó en algunos casos como una especie de «consulado» de la emigración comunista en el Caribe. También formó parte del Comité Ejectuvio de la Unión Democrática Española. En 1944 y principios de 1945 formó parte del grupo de consejeros del Comité Central del PCE en el exilio, para más tarde, ser enviado de regreso a España vía Buenos Aires. Una vez en España contribuyó a reorganizar el PCE, especialmente en el área de Sevilla. En noviembre de 1946 fue el único alto dirigente comunista en el interior que pudo escapar de la redada policial en Madrid que descabezó la dirección del partido.
Bajo las órdenes del partido, y para evitar ser detenido y asesinado, huyó a París. En 1959, durante la Guerra Fría, y después de la represión contra el PCE en Francia, emigró a Praga, donde se reencontró con Juan Modesto y Enrique Líster. Durante estos años Delage también llegó a residir en Bulgaria y la Unión Soviética.
Falleció en Madrid el 26 de junio de 1991, mientras se encontraba de visita en España.